# Hypocalamia
Hypocalamia là một chi bướm đêm thuộc họ Noctuidae.